# Edipo en Colono
Edipo en Colono (gr. Οἰδίπους ἐπὶ Κολωνῷ, Oidipus epi Kolonoi, lat. Oedipus Coloneus) es una tragedia griega de Sófocles, escrita no mucho antes de su muerte en el 406/405 a. C., y llevada a escena en el 401 por su nieto Sófocles el Joven. 
En la cronología, se producen los eventos de Edipo en Colono después de los sucesos de Edipo rey y antes de Antígona; sin embargo, fue la última de las tres tragedias en ser escrita. 
Mientras las otras dos obras sobre Edipo traen a menudo el tema de la responsabilidad moral de una persona y su destino, Edipo en Colono es la única en donde se aborda explícitamente que «él (Edipo) no es responsable de las acciones que estaba destinado a cometer».

## Personajes
Los personajes principales son: Edipo, Antígona, Ismene, Polinices, Creonte y Teseo.

## Argumento
Edipo, ya ciego, llega a Colono, pedanía de Atenas, acompañado por su hija Antígona. Un lugareño les pide que abandonen el recinto sagrado de las Euménides en el que se encuentran. Edipo se niega porque sabe que es el lugar en el que ha de morir según el oráculo. 
Llegan más lugareños para echarlo de allí y aparece también Teseo, el rey de Atenas, quien otorga a Edipo su protección y le promete que será enterrado en suelo ático: de esta forma su espíritu protegerá Atenas. 
Ismene, la otra hija de Edipo, llega de Tebas anunciando el futuro enfrentamiento entre sus hermanos Polinices y Eteocles: ganará aquel que consiga tener consigo a Edipo. Por eso, Creonte, su cuñado tebano, aparece con intención de prenderlo para que sea Tebas y no Atenas quien reciba su cuerpo. Sus hombres capturan a Antígona e Ismene. Teseo interviene en ese momento y rescata a Edipo y a sus hijas de las manos de Creonte. 
Polinices aparece para intentar ganar el apoyo de su padre. Simula arrepentimiento e intenta obtener el beneplácito paterno en su enfrentamiento con Eteocles, pero solo consigue enfurecer a Edipo, quien lanza maldiciones contra ellos: morirán el uno a manos del otro. 
Finalmente se oye un trueno que señala el fin inminente de Edipo. Este indica, tan solo a Teseo, cuál será el emplazamiento de su tumba, pues traerá la fortuna a Atenas mientras siga allí. Se retira, y un mensajero cuenta que tras bendecir a sus hijas, se ha apartado a un lugar solitario y que ha muerto solo, en presencia de Teseo.